# Гурдвара Бангла Сахиб
Гурдвара Бангла Сахиб (англ. Gurudwara Bangla Sahib, хинди  गुरुद्वारा बंगला साहिब) — знаменитая сикхская гурдвара (храм) в Дели, известная своей связью с восьмым сикхским гуру, Гуру Хар Кришаном, и большим прудом внутри комплекса, известным как «Саровар», воды которого считаются сикхами священными и известны как «амрита». Гурдвара была построена сикхским генералом Сардаром Бхагелем Сингхом в 1783 году, вместе с девятью другими сикхскими храмами, сооружёнными во времена правления могольского императора Шаха Алама II. Гурдвара расположена на территории Коннот-Плейс, её легко узнать по характерному золотому куполу и высокому флагштоку.

Панорама окрестностей гурдвары

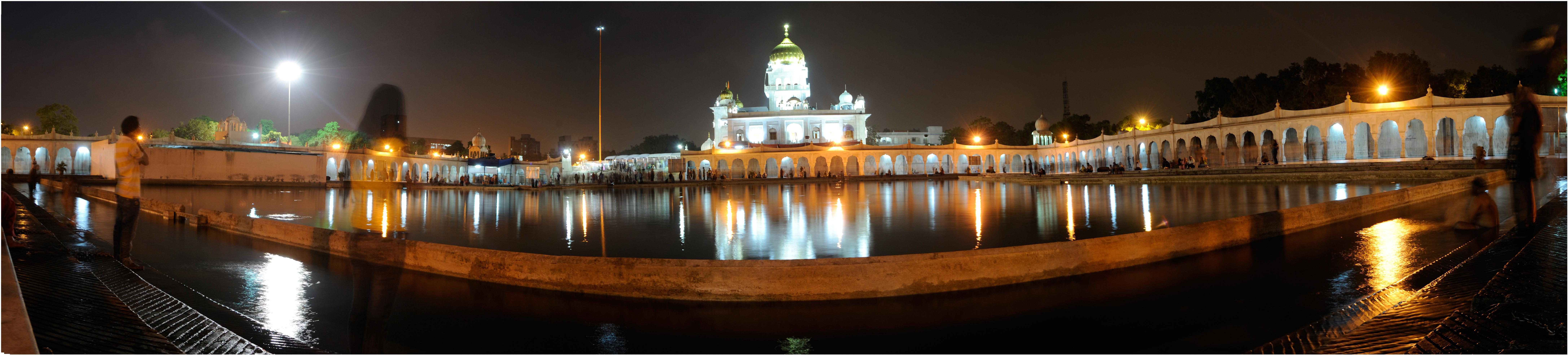